# Resident Evil: Afterlife
Resident Evil: Afterlife (bra: Resident Evil 4: Recomeço; prt: Resident Evil: Ressurreição) é um filme de ação e terror de 2010, escrito e dirigido por Paul W. S. Anderson. É o segundo filme da franquia a ser dirigido por ele, após o primeiro filme. Uma sequência direta de Resident Evil: Extinction (2007), é o quarto título da franquia de filmes Resident Evil, que é vagamente baseada na série de jogos eletrônicos homônima, sendo o primeiro a ser filmado em 3D. É estrelado por Milla Jovovich, Ali Larter, Kim Coates, Shawn Roberts, Spencer Locke, Boris Kodjoe e Wentworth Miller. 
O filme segue Alice procurando e resgatando os sobreviventes restantes em Los Angeles após o surto do T-vírus, e se unindo contra Albert Wesker, o chefe da Umbrella Corporation. Chris Redfield, um personagem principal dos jogos eletrônicos, apareceu pela primeira vez na franquia de filme. Outros personagens dos jogos e filmes que retornaram são: Claire Redfield, irmã de Chris que perdeu a memória antes dos acontecimentos do filme; Albert Wesker, o principal antagonista do filme; e Jill Valentine, que fez uma aparição especial. 
Em maio de 2005, os produtores mencionaram a possibilidade de seguir Extinction com uma sequência intitulada Afterlife. Extinction foi lançado em 2007 e foi um sucesso de bilheteria, levando Afterlife a iniciar o desenvolvimento em junho de 2008, com o roteiro sendo escrito por Anderson naquele mês de dezembro. Elementos do jogo Resident Evil 5 (2009) foram incorporados ao filme, incluindo os dispositivos de controle mental e o confronto de Chris com Wesker. As filmagens aconteceram em Toronto de setembro a dezembro de 2009 usando o 3D Fusion Camera System. 
O filme foi lançado em 10 de setembro de 2010 nos Estados Unidos e 17 de setembro no Brasil, recebendo críticas geralmente negativas. O filme arrecadou US$60 milhões nos Estados Unidos no Canadá com um orçamento estimado de US$60 milhões, e arrecadou US$240 milhões em outros mercados, superando o total internacional do filme anterior na segunda semana de lançamento. Arrecadando um total mundial de US$300 milhões, Resident Evil: Afterlife se tornou o segundo título de maior bilheteria da franquia. Resident Evil: Afterlife foi lançado para DVD, Blu-ray e Blu-ray 3D em 28 de dezembro de 2010, nos Estados Unidos. Um quinto filme, Resident Evil: Retribution, foi lançado em 2012. 

## Sinopse
Em um mundo devastado por uma infecção viral, em que as vítimas tornaram-se mortos-vivos, Alice continua sua batalha mortal contra a Umbrella Corporation. Ela invade a sede da corporação em Tóquio, dirigida pelo impiedoso presidente Albert Wesker e, usando seus poderes, consegue destruí-la, mas recebe uma injeção que faz com que volte as suas condições humanas. Buscando por sobreviventes, ela reencontra uma antiga amiga que foi atacada por soldados da Umbrella e quase foi capturada. Ao sobrevoar Los Angeles, ela encontra um grupo de sobreviventes cercados por uma multidão de zumbis. O grupo esperava que ela fosse uma enviada de "Arcádia", lugar seguro do qual ouviram falar em transmissões de rádio. Alice quer saber se o lugar existe realmente ou é uma armadilha, mas para chegar lá eles deverão escapar dos zumbis e enfrentar a traição de um dos membros do grupo.

## Elenco
| Ator                  | Personagem      |
| --------------------- | --------------- |
| Milla Jovovich        | Alice           |
| Ali Larter            | Claire Redfield |
| Boris Kodjoe          | Luther West     |
| Wentworth Miller      | Chris Redfield  |
| Shawn Roberts         | Albert Wesker   |
| Kim Coates            | Bennett         |
| Sergio Peris-Mencheta | Angel Ortiz     |
| Norman Yeung          | Kim Yong        |
| Kacey Barnfield       | Crystal         |
| Spencer Locke         | K-mart          |
| Sienna Guillory       | Jill Valentine  |
| Ray Olubowale         | AxeMan          |

## Sequência
Jovovich revelou para o New York Magazine em 12 de setembro de 2010 que Anderson havia começado a trabalhar em uma sequência da série. Ela explicou: "Nós estivemos conversando com um monte de fãs no Twitter entre outras coisas, por isso provavelmente esse vai ser um dos primeiros filmes em que nós realmente vamos falar com os fãs para ver o que eles querem, e que personagens eles querem ver. Vai ser um processo mais interativo."
Um quinto filme da franquia foi confirmado no dia 3 de março de 2011, com a data de lançamento prevista para o dia 14 de setembro de 2012. Jovovich e Guillory foram confirmados como parte do elenco. Em maio de 2011, Jovovich confirmou que as filmagens iriam começar no outono do mesmo ano e que eles estavam planejando a filmagem de algumas das cenas em Tóquio, Japão.